# Everett McGill
Everett McGill (geboren Charles Everett McGill III, Miami Beach, 21 oktober 1945) is een Amerikaanse acteur, die voor het eerst op de voorgrond trad voor zijn portrettering van een holbewoner in Quest for Fire (1981). Hij ging verder met prominente rollen in films als Dune (1984), Silver Bullet (1985), Heartbreak Ridge (1986), License to Kill (1989), The People Under the Stairs (1991) en Under Siege 2: Dark Territory ( 1995). Hij speelde veelal ook schurkenrollen.
Op televisie verscheen hij als "Big" Ed Hurley in Twin Peaks (1990-1991). Hij stopte met acteren in 1999, maar keerde terug in de heropleving van de Twin Peaks serie in 2017.

## Filmografie (selectie)
- Yanks (1979) als Blanke G.I. op dansfeest
- Union City (1980) als Larry Longacre
- Brubaker (1980) als Eddie Caldwell
- Quest for Fire (1981) als Naoh
- Dune (1984) als Stilgar
- Silver Bullet (1985) als Dominee Lowe
- Field of Honor (1986) als Sergeant "Sire" De Koning
- Heartbreak Ridge (1986) als Majoor Powers
- Iguana (1988) als Oberlus
- License to Kill (1989) als Ed Killifer
- Twin Peaks (1990–1991/2017) as "Big" Ed Hurley (tv-serie)
- Jezebel's Kiss (1990) als Sheriff Dan Riley
- The People Under the Stairs (1991) als Man
- Under Siege 2: Dark Territory (1995) als Marcus Penn
- My Fellow Americans (1996) als Kolonel Paul Tanner
- Jekyll Island (1998) als Dalton Bradford
- The Straight Story (1999) als Tom the John Deere dealer

- Bibliothèque nationale de France: cb139868562 (data)
- Catàleg d'autoritats de noms i títols de Catalunya: 981058608367406706
- Gemeinsame Normdatei: 1104405490
- International Standard Name Identifier: 0000 0001 2282 5757
- Library of Congress Control Number: no99054549
- Nationale Bibliotheek van Tsjechië: xx0049041
- Nationale Bibliotheek van Israël: 987007330149105171
- Nederlandse Thesaurus van Auteursnamen: 339377062
- SNAC: w62557px
- Système universitaire de documentation: 111095115
- Virtual International Authority File: 85611944
- WorldCat: E39PBJdrDcDYmQKJPtvdGM8pyd